# Andrew Boyens
Andrew Victor Boyens (Dunedin, 1983. szeptember 18.) új-zélandi válogatott labdarúgó.

## Sikerei, díjai

### Klub
- New York Red Bulls
  - MLS Western Conference bajnok: 2008

### Válogatott
- Új-Zéland
  - OFC-nemzetek kupája: 2008